# Szczepanów (Petite-Pologne)
Pour les articles homonymes, voir Szczepanów.
Szczepanów est un village de Pologne, situé dans la gmina de Brzesko, dans le Powiat de Brzesko, dans la Voïvodie de Petite-Pologne dans le Sud de la Pologne.
C'est le lieu de naissance de saint Stanislas de Szczepanów (1030-1079).